# Suuwassea
Suuwassea („první hrom, zaslechnutý na jaře“) byl rod sauropodního dinosaura ze skupiny Diplodocoidea, žijícího v období svrchní jury (asi před 156 až 151 miliony let) na území dnešních Spojených států (Carbon County, stát Montana). Zkameněliny tohoto dinosaura z čeledi Dicraeosauridae byly poprvé objeveny vědeckými expedicemi v letech 1999 až 2000, formálně popsán byl však podle neúplné postkraniální kostry až roku 2004. Jeho rodové jméno je odvozeno od nářečí místního indiánského kmene Crow (Havraní indiáni).

## Popis
Tento bazální diplodokoidní sauropod byl velkým čtyřnohým býložravcem, příbuzným známějším obřím diplodocidům (Diplodocus, Apatosaurus, Supersaurus ad.) ze souvrství Morrison. Byl však podstatně menší než tyto rody, dosahoval totiž délky jen asi 15 metrů a hmotnosti kolem 5 tun. Podle paleontologa Thomase R. Holtze, Jr. byl dlouhý dokonce asi 21 metrů a vážil tolik, co čtyři sloni afričtí (zhruba 20 tun).